# AMD Eyefinity

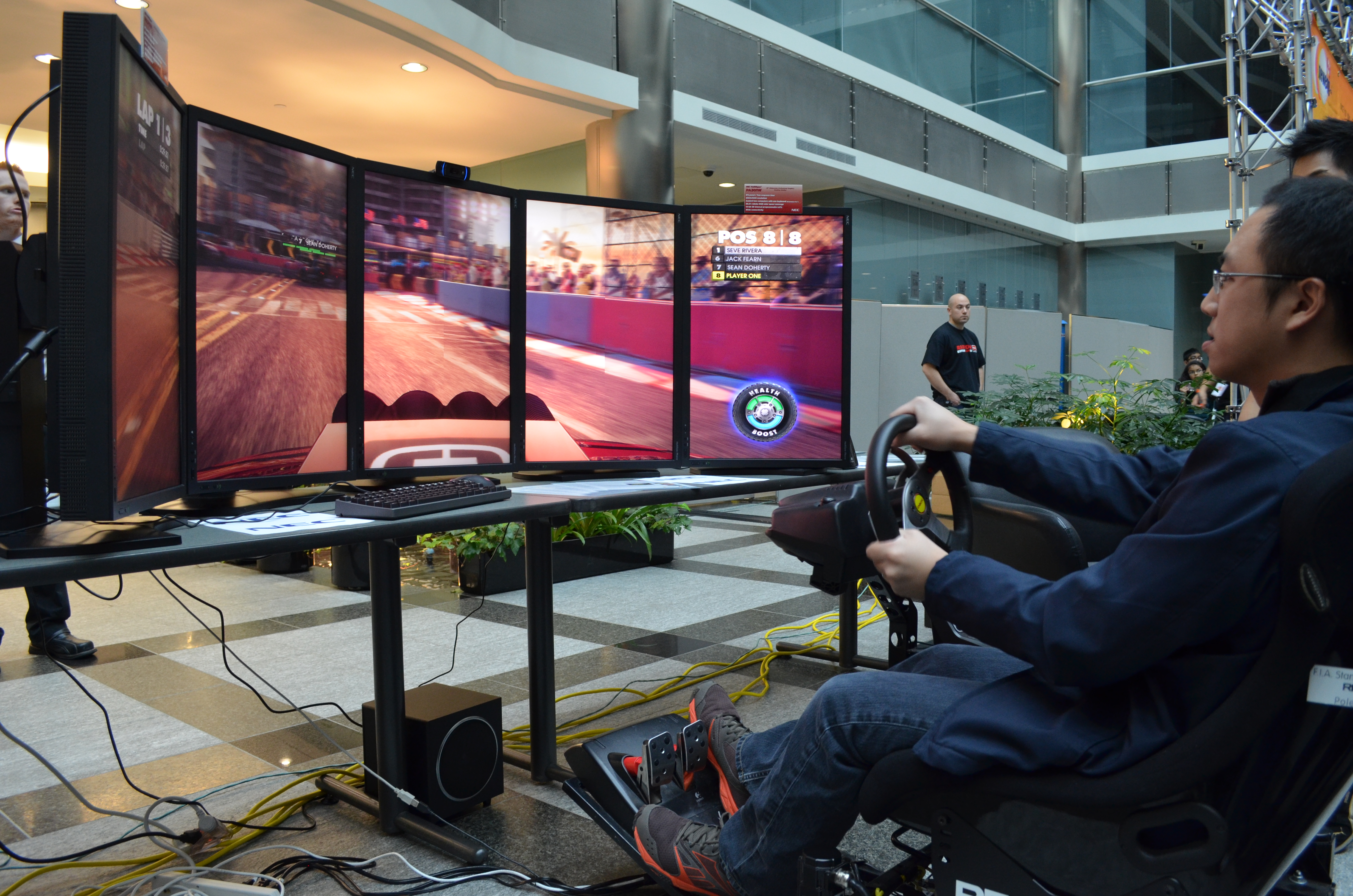
Jogando um videogame de corrida em uma única superfície grande (SLS) com uma configuração de grupo de exibição de retrato 5x1 na ExtravaLANza 2012 em Toronto

AMD Eyefinity é uma marca de produtos de placa de vídeo AMD que oferecem suporte a configurações de vários monitores, integrando vários (até seis) controladores de vídeo em uma GPU. O AMD Eyefinity foi introduzido com a série Radeon HD 5000 "Evergreen" em setembro de 2009 e também está disponível em APUs e placas de vídeo de nível profissional da marca AMD FirePro.
O AMD Eyefinity suporta no máximo 2 monitores não DisplayPort (por exemplo, HDMI, DVI, VGA, DMS-59, VHDCI) (que a AMD chama de "saída legada") e até 6 monitores DisplayPort simultaneamente usando uma única placa gráfica ou APU. Para alimentar mais de dois monitores, os painéis adicionais devem ter suporte nativo DisplayPort. Alternativamente, podem ser empregados adaptadores DisplayPort para DVI/HDMI/VGA ativos. 
A configuração de grandes paredes de vídeo conectando vários computadores via Gigabit Ethernet ou Ethernet também é suportada.
A versão do AMD Eyefinity (também conhecido como DCE, mecanismo de controlador de exibição) introduzida com APUs Carrizo baseadas em Excavator apresenta um tubo de subposição de vídeo.

## Visão geral
O AMD Eyefinity é implementado por vários controladores de exibição no chip. Os designs da série HD 5000 hospedam dois relógios internos e um relógio externo. Os monitores conectados via VGA, DVI ou HDMI exigem seu próprio relógio interno. Mas todos os monitores conectados via DisplayPort podem ser controlados por apenas um relógio externo. Este relógio externo é o que permite que o Eyefinity alimente até seis monitores com uma única placa.
Toda a série de produtos HD 5000 conta com recursos Eyefinity que suportam três saídas. A Radeon HD 5870 Eyefinity Edition, no entanto, suporta seis saídas mini DisplayPort, todas as quais podem ser ativadas simultaneamente.
O controlador de vídeo tem dois RAMDACs que acionam as portas VGA ou DVI no modo analógico. Por exemplo, quando um conversor DVI para VGA é conectado a uma porta DVI). Ele também tem no máximo seis transmissores digitais que podem emitir um sinal DisplayPort ou um sinal TMDS para DVI ou HDMI, e dois geradores de sinal de clock para acionar as saídas digitais no modo TMDS. Os monitores DVI de link duplo usam dois transmissores TMDS/DisplayPort e um sinal de clock cada. Os monitores DVI de link único e os monitores HDMI usam um transmissor TMDS/DisplayPort e um sinal de clock cada. Os monitores DisplayPort usam um transmissor TMDS/DisplayPort e nenhum sinal de clock.
Um adaptador DisplayPort ativo pode converter um sinal DisplayPort em outro tipo de sinal, como VGA, DVI de link único ou DVI de link duplo; ou HDMI se mais de dois monitores não DisplayPort precisarem ser conectados a uma placa de vídeo Radeon HD série 5000.
O DisplayPort 1.2 adicionou a possibilidade de controlar múltiplos monitores em um único conector DisplayPort, chamado Multi-Stream Transport (MST). Soluções gráficas AMD equipadas com saídas DisplayPort 1.2 podem executar vários monitores a partir de uma única porta.
Na High-Performance Graphics 2010, Mark Fowler apresentou o Evergreen e afirmou que, por exemplo, 5870 (Cypress), 5770 (Juniper) e 5670 (Redwood) suportam resolução máxima de 6 vezes 2560×1600 pixels, enquanto o 5470 (Cedar) suporta 4 vezes 2560×1600 pixels.

## Disponibilidade

### Visão geral dos recursos para placas de vídeo AMD
Todas as GPUs AMD a partir da série Evergreen suportam no máximo 2 monitores não DisplayPort e no máximo 6 monitores DisplayPort por placa gráfica.
A tabela a seguir mostra os recursos das GPUs da AMD / ATI (consulte também: Lista de unidades de processamento gráfico da AMD).
| Lançamento                   | 1986                        | 1991                       | Abril 1996                 | Março 1997                 | Agosto 1998                | Abril 2000                 | Agosto 2001                              | Setembro 2002                            | Maio 2004                                | Outubro 2005                             | Maio 2007                        | Novembro 2007                    | Junho 2008                       | Setembro 2009                                           | Outubro 2010                                                              | Janeiro 2012                                            | Setembro 2013 | Junho 2015 | Junho 2016, Abril 2017, Agosto 2019                                                                                  | Junho 2017, Fevereiro 2019                                                                                           | Julho 2019                                                                                          | Novembro 2020                                                                                       | Dezembro 2022                      |       |       |       |
| Nome de marketing            | Wonder                      | Mach                       | 3D Rage                    | Rage Pro                   | Rage 128                   | Radeon 7000                | Radeon 8000                              | Radeon 9000                              | Radeon X700/X800                         | Radeon X1000                             | Radeon HD 2000                   | Radeon HD 3000                   | Radeon HD 4000                   | Radeon HD 5000                                          | Radeon HD 6000                                                            | Radeon HD 7000                                          | Radeon 200 | Radeon 300 | Radeon 400/500/600                                                                                                   | Radeon RX Vega, Radeon VII                                                                                           | Radeon RX 5000                                                                                      | Radeon RX 6000                                                                                      | Radeon RX 7000                     |       |       |       |
| Suporte AMD                  | Terminou                    | Terminou                   | Terminou                   | Terminou                   | Terminou                   | Terminou                   | Terminou                                 | Terminou                                 | Terminou                                 | Terminou                                 | Terminou                         | Terminou                         | Terminou                         | Terminou                                                | Terminou                                                                  | Terminou                                                | Terminou | Terminou | Atual | Atual | Atual                                                                                               | Atual                                                                                               | Atual                              | Atual | Atual | Atual |
| Tipo                         | 2D                          | 2D                         | 3D                         | 3D                         | 3D                         | 3D                         | 3D                                       | 3D                                       | 3D                                       | 3D                                       | 3D                               | 3D                               | 3D                               | 3D                                                      | 3D                                                                        | 3D                                                      | 3D | 3D | 3D | 3D | 3D                                                                                                  | 3D                                                                                                  | 3D                                 |       |       |       |
| Conjunto de instruções       | Não conhecido publicamente  | Não conhecido publicamente | Não conhecido publicamente | Não conhecido publicamente | Não conhecido publicamente | Não conhecido publicamente | Não conhecido publicamente               | Não conhecido publicamente               | Não conhecido publicamente               | Não conhecido publicamente               | Conjunto de instruções TeraScale | Conjunto de instruções TeraScale | Conjunto de instruções TeraScale | Conjunto de instruções TeraScale                        | Conjunto de instruções TeraScale                                          | Conjunto de instruções GCN                              | Conjunto de instruções GCN                                                                                           | Conjunto de instruções GCN                                                                                           | Conjunto de instruções GCN                                                                                           | Conjunto de instruções GCN                                                                                           | Conjunto de instruções RDNA                                                                         | Conjunto de instruções RDNA                                                                         | Conjunto de instruções RDNA        |       |       |       |
| Microarquitetura             | Não conhecido publicamente  | Não conhecido publicamente | Não conhecido publicamente | Não conhecido publicamente | Não conhecido publicamente | Não conhecido publicamente | Não conhecido publicamente               | Não conhecido publicamente               | Não conhecido publicamente               | Não conhecido publicamente               | TeraScale 1 (VLIW)               | TeraScale 1 (VLIW)               | TeraScale 1 (VLIW)               | TeraScale 2 (VLIW5)                                     | \| TeraScale 2 (VLIW5) até 68xx \| TeraScale 3 (VLIW4) em 69xx [9][10] \| | GCN 1st gen                                             | GCN 2nd gen | GCN 3rd gen | GCN 4th gen | GCN 5th gen | RDNA                                                                                                | RDNA 2                                                                                              | RDNA 3                             |       |       |       |
| Tipo                         | Pipieline fixo              | Pipieline fixo             | Pipieline fixo             | Pipieline fixo             | Pipieline fixo             | Pipieline fixo             | Pipelies de pixel e vértice programáveis | Pipelies de pixel e vértice programáveis | Pipelies de pixel e vértice programáveis | Pipelies de pixel e vértice programáveis | Modelo de shader unificado       | Modelo de shader unificado       | Modelo de shader unificado       | Modelo de shader unificado                              | Modelo de shader unificado                                                | Modelo de shader unificado                              | Modelo de shader unificado                                                                                           | Modelo de shader unificado                                                                                           | Modelo de shader unificado                                                                                           | Modelo de shader unificado                                                                                           | Modelo de shader unificado                                                                          | Modelo de shader unificado                                                                          | Modelo de shader unificado         |       |       |       |
| Direct3D                     | —                           | —                          | 5.0                        | 6.0                        | 6.0                        | 7.0                        | 8.1                                      | 9.0 11 (9_2)                             | 9.0b 11 (9_2)                            | 9.0c 11 (9_3)                            | 10.0 11 (10_0)                   | 10.1 11 (10_1)                   | 10.1 11 (10_1)                   | 11 (11_0)                                               | 11 (11_0)                                                                 | 11 (11_1) 12 (11_1)                                     | 11 (12_0) 12 (12_0)                                                                                                  | 11 (12_0) 12 (12_0)                                                                                                  | 11 (12_0) 12 (12_0)                                                                                                  | 11 (12_1) 12 (12_1)                                                                                                  | 11 (12_1) 12 (12_1)                                                                                 | 11 (12_1) 12 (12_2)                                                                                 | 11 (12_1) 12 (12_2)                |       |       |       |
| Modelo de shader             | —                           | —                          | —                          | —                          | —                          | —                          | 1.4                                      | 2.0+                                     | 2.0b                                     | 3.0                                      | 4.0                              | 4.1                              | 4.1                              | 5.0                                                     | 5.0                                                                       | 5.1                                                     | 5.1 6.5 | 5.1 6.5 | 5.1 6.5 | 6.7 | 6.7                                                                                                 | 6.7                                                                                                 | 6.7                                |       |       |       |
| OpenGL                       | —                           | —                          | —                          | 1.1                        | 1.2                        | 1.3                        | 1.3                                      | 2.1                                      | 2.1                                      | 2.1                                      | 3.3                              | 3.3                              | 3.3                              | 4.5 (no Linux: 4.5 (Mesa 3D 21.0))                      | 4.5 (no Linux: 4.5 (Mesa 3D 21.0))                                        | 4.6 (no Linux: 4.6 (Mesa 3D 20.0))                      | 4.6 (no Linux: 4.6 (Mesa 3D 20.0))                                                                                   | 4.6 (no Linux: 4.6 (Mesa 3D 20.0))                                                                                   | 4.6 (no Linux: 4.6 (Mesa 3D 20.0))                                                                                   | 4.6 (no Linux: 4.6 (Mesa 3D 20.0))                                                                                   | 4.6 (no Linux: 4.6 (Mesa 3D 20.0))                                                                  | 4.6 (no Linux: 4.6 (Mesa 3D 20.0))                                                                  | 4.6 (no Linux: 4.6 (Mesa 3D 20.0)) |       |       |       |
| Vulkan                       | —                           | —                          | —                          | —                          | —                          | —                          | —                                        | —                                        | —                                        | —                                        | —                                | —                                | —                                | —                                                       | —                                                                         | 1.0 (Win 7+ ou Mesa 17+)                                | 1.2 (Adrenalin 20.1.2, Linux Mesa 3D 20.0) 1.3 (GCN 4 e superior (com Adrenalin 22.1.2, Mesa 22.0))                  | 1.2 (Adrenalin 20.1.2, Linux Mesa 3D 20.0) 1.3 (GCN 4 e superior (com Adrenalin 22.1.2, Mesa 22.0))                  | 1.2 (Adrenalin 20.1.2, Linux Mesa 3D 20.0) 1.3 (GCN 4 e superior (com Adrenalin 22.1.2, Mesa 22.0))                  | 1.2 (Adrenalin 20.1.2, Linux Mesa 3D 20.0) 1.3 (GCN 4 e superior (com Adrenalin 22.1.2, Mesa 22.0))                  | 1.2 (Adrenalin 20.1.2, Linux Mesa 3D 20.0) 1.3 (GCN 4 e superior (com Adrenalin 22.1.2, Mesa 22.0)) | 1.2 (Adrenalin 20.1.2, Linux Mesa 3D 20.0) 1.3 (GCN 4 e superior (com Adrenalin 22.1.2, Mesa 22.0)) | 1.3                                |       |       |       |
| OpenCL                       | —                           | —                          | —                          | —                          | —                          | —                          | —                                        | —                                        | —                                        | —                                        | Close to Metal                   | Close to Metal                   | 1.1 (sem suporte Mesa 3D)        | 1.2 (no Linux: 1.1 (sem suporte de imagem) com Mesa 3D) | 1.2 (no Linux: 1.1 (sem suporte de imagem) com Mesa 3D)                   | 1.2 (no Linux: 1.1 (sem suporte de imagem) com Mesa 3D) | 2.0 (Adrenalin driver no Win7+) (no Linux: 1.1 (sem suporte de imagem) com Mesa 3D, 2.0 com drivers AMD ou AMD ROCm) | 2.0 (Adrenalin driver no Win7+) (no Linux: 1.1 (sem suporte de imagem) com Mesa 3D, 2.0 com drivers AMD ou AMD ROCm) | 2.0 (Adrenalin driver no Win7+) (no Linux: 1.1 (sem suporte de imagem) com Mesa 3D, 2.0 com drivers AMD ou AMD ROCm) | 2.0 (Adrenalin driver no Win7+) (no Linux: 1.1 (sem suporte de imagem) com Mesa 3D, 2.0 com drivers AMD ou AMD ROCm) | 2.0                                                                                                 | 2.1                                                                                                 | ?                                  |       |       |       |
| HSA / ROCm                   | —                           | —                          | —                          | —                          | —                          | —                          | —                                        | —                                        | —                                        | —                                        | —                                | —                                | —                                | —                                                       | —                                                                         | Yes                                                     | Yes | Yes | Yes | Yes | ?                                                                                                   | ?                                                                                                   | ?                                  |       |       |       |
| Decodificação de vídeo ASIC  | —                           | —                          | —                          | —                          | —                          | —                          | —                                        | —                                        | —                                        | —                                        | Avivo/UVD                        | UVD+                             | UVD 2                            | UVD 2.2                                                 | UVD 3                                                                     | UVD 4                                                   | UVD 4.2 | UVD 5.0 ou 6.0 | UVD 6.3 | UVD 7 | VCN 2.0                                                                                             | VCN 3.0                                                                                             | ?                                  |       |       |       |
| Codificação de vídeo ASIC    | —                           | —                          | —                          | —                          | —                          | —                          | —                                        | —                                        | —                                        | —                                        | —                                | —                                | —                                | —                                                       | —                                                                         | VCE 1.0                                                 | VCE 2.0 | VCE 3.0 or 3.1 | VCE 3.4 | VCE 4.0 | VCN 2.0                                                                                             | VCN 3.0                                                                                             | ?                                  |       |       |       |
| Fluid Motion ASIC            | Não                         | Não                        | Não                        | Não                        | Não                        | Não                        | Não                                      | Não                                      | Não                                      | Não                                      | Não                              | Não                              | Não                              | Não                                                     | Não                                                                       | Não                                                     | Yes | Yes | Yes | Yes | Não                                                                                                 | Não                                                                                                 | ?                                  |       |       |       |
| Economia de energia          | ?                           | ?                          | ?                          | ?                          | ?                          | ?                          | ?                                        | ?                                        | ?                                        | ?                                        | PowerPlay                        | PowerPlay                        | PowerPlay                        | PowerPlay                                               | PowerTune                                                                 | PowerTune & ZeroCore Power                              | PowerTune & ZeroCore Power                                                                                           | PowerTune & ZeroCore Power                                                                                           | PowerTune & ZeroCore Power                                                                                           | PowerTune & ZeroCore Power                                                                                           | ?                                                                                                   | ?                                                                                                   | ?                                  |       |       |       |
| TrueAudio                    | —                           | —                          | —                          | —                          | —                          | —                          | —                                        | —                                        | —                                        | —                                        | —                                | —                                | —                                | —                                                       | —                                                                         | —                                                       | Através de DSP dedicado                                                                                              | Através de DSP dedicado                                                                                              | Através de shaders                                                                                                   | Através de shaders                                                                                                   | Através de shaders                                                                                  | ?                                                                                                   | ?                                  |       |       |       |
| FreeSync                     | —                           | —                          | —                          | —                          | —                          | —                          | —                                        | —                                        | —                                        | —                                        | —                                | —                                | —                                | —                                                       | —                                                                         | —                                                       | 1 2 | 1 2 | 1 2 | 1 2 | 1 2                                                                                                 | 1 2                                                                                                 | ?                                  |       |       |       |
| HDCP                         | ?                           | ?                          | ?                          | ?                          | ?                          | ?                          | ?                                        | ?                                        | ?                                        | ?                                        | ?                                | ?                                | ?                                | ?                                                       | ?                                                                         | ?                                                       | 1.4 | 1.4 | 2.2 | 2.2 | 2.3                                                                                                 | 2.3                                                                                                 | 2.3                                |       |       |       |
| PlayReady                    | —                           | —                          | —                          | —                          | —                          | —                          | —                                        | —                                        | —                                        | —                                        | —                                | —                                | —                                | —                                                       | —                                                                         | —                                                       | — | — | 3.0 | Não | 3.0                                                                                                 | ?                                                                                                   | ?                                  |       |       |       |
| Exibições suportadas         |                             |                            |                            |                            |                            | 1–2                        | 2                                        | 2                                        | 2                                        | 2                                        | 2                                | 2                                | 2                                | 2–6                                                     | 2–6                                                                       | 2–6                                                     | 2–6 | 2–6 | 2–6 | 2–6 | ?                                                                                                   | ?                                                                                                   | ?                                  |       |       |       |
| Máx. resolução               | ?                           | ?                          | ?                          | ?                          | ?                          | ?                          | ?                                        | ?                                        | ?                                        | ?                                        | ?                                | ?                                | ?                                | 2–6 × 2560×1600                                         | 2–6 × 2560×1600                                                           | 2–6 × 4096×2160 @ 30 Hz                                 | 2–6 × 4096×2160 @ 30 Hz                                                                                              | 2–6 × 4096×2160 @ 30 Hz                                                                                              | 2–6 × 5120×2880 @ 60 Hz                                                                                              | 3 × 7680×4320 @ 60 Hz                                                                                                | 7680×4320 @ 60 Hz PowerColor                                                                        | 7680×4320 @ 60 Hz PowerColor                                                                        | ?                                  |       |       |       |
| /drm/radeon                  |                             |                            |                            |                            |                            | Yes                        | Yes                                      | Yes                                      | Yes                                      | Yes                                      | Yes                              | Yes                              | Yes                              | Yes                                                     | Yes                                                                       | Yes                                                     | Yes | — | — | — | —                                                                                                   | —                                                                                                   | ?                                  |       |       |       |
| /drm/amdgpu                  | —                           | —                          | —                          | —                          | —                          | —                          | —                                        | —                                        | —                                        | —                                        | —                                | —                                | —                                | —                                                       | —                                                                         | Experimental                                            | Experimental | Yes | Yes | Yes | Yes                                                                                                 | Yes                                                                                                 | ?                                  |       |       |       |
| TeraScale 2 (VLIW5) até 68xx | TeraScale 3 (VLIW4) em 69xx |                            |                            |                            |                            |                            |                                          |                                          |                                          |                                          |                                  |                                  |                                  |                                                         |                                                                           |                                                         | | | | | | |                                    |       |       |       |

1. ↑   A série Radeon 100 possui sombreadores de pixel programáveis, mas não é totalmente compatível com DirectX 8 ou Pixel Shader 1.0. Veja o artigo sobre Pixel shaders do R100.
2. ↑  Os cartões baseados em R300, R400 e R500 não são totalmente compatíveis com OpenGL 2+, pois o hardware não oferece suporte a todos os tipos de texturas não-potência de dois (NPOT).
3. ↑  A conformidade com OpenGL 4+ requer suporte a shaders FP64 e estes são emulados em alguns chips TeraScale usando hardware de 32 bits.
4. 1 2 3  O UVD e o VCE foram substituídos pelo Video Core Next (VCN) ASIC na APU Raven Ridge do Vega.
5. ↑  Processamento de vídeo ASIC para técnica de interpolação de taxa de quadros de vídeo. No Windows funciona como um filtro DirectShow no seu player. No Linux, não há suporte por parte dos drivers e/ou da comunidade.
6. 1 2  Para reproduzir conteúdo de vídeo protegido, também é necessário suporte a cartão, sistema operacional, driver e aplicativo. Um monitor HDCP compatível também é necessário para isso. O HDCP é obrigatório para a saída de certos formatos de áudio, colocando restrições adicionais na configuração de multimídia.
7. ↑  Mais monitores podem ser suportados com conexões DisplayPort nativas ou dividindo a resolução máxima entre vários monitores com conversores ativos.
8. 1 2  DRM (Direct Rendering Manager) é um componente do kernel do Linux. AMDgpu é o módulo do kernel do Linux. O suporte nesta tabela refere-se à versão mais atual.

### Visão geral dos recursos para APUs AMD
O AMD Eyefinity também está disponível na linha de produtos da marca APU da AMD. Dizem que o A10-7850K suporta até quatro monitores.
A tabela a seguir mostra recursos das APUs da AMD
| Plataforma                                                                                          | Plataforma                                                                                          | Plataforma                                                                                          | Alta, padrão e baixa potência    | Alta, padrão e baixa potência    | Alta, padrão e baixa potência    | Alta, padrão e baixa potência | Alta, padrão e baixa potência | Alta, padrão e baixa potência | Alta, padrão e baixa potência | Alta, padrão e baixa potência     | Alta, padrão e baixa potência     | Alta, padrão e baixa potência | Alta, padrão e baixa potência | Alta, padrão e baixa potência | Baixa e ultra baixa potência     | Baixa e ultra baixa potência | Baixa e ultra baixa potência           | Baixa e ultra baixa potência | Baixa e ultra baixa potência | Baixa e ultra baixa potência |
| Nome de código                                                                                      | Servidor                                                                                            | Basic                                                                                               |                                  |                                  |                                  |                               |                               | Toronto                       |                               |                                   |                                   |                               |                               |                               |                                  |                              |                                        |                              |                              |                              |
| Nome de código                                                                                      | Servidor                                                                                            | Micro                                                                                               |                                  |                                  |                                  |                               |                               |                               |                               |                                   |                                   |                               |                               |                               |                                  | Kyoto                        |                                        |                              |                              |                              |
| Nome de código                                                                                      | Desktop                                                                                             | Performance                                                                                         |                                  |                                  |                                  |                               |                               |                               |                               |                                   |                                   | Renoir                        | Cezanne                       |                               |                                  |                              |                                        |                              |                              |                              |
| Nome de código                                                                                      | Desktop                                                                                             | Mainstream                                                                                          | Llano                            | Trinity                          | Richland                         | Kaveri                        | Kaveri Refresh (Godavari)     | Carrizo                       | Bristol Ridge                 | Raven Ridge                       | Picasso                           | Renoir                        | Cezanne                       |                               |                                  |                              |                                        |                              |                              |                              |
| Nome de código                                                                                      | Desktop                                                                                             | Entrada                                                                                             | Llano                            | Trinity                          | Richland                         | Kaveri                        | Kaveri Refresh (Godavari)     | Carrizo                       | Bristol Ridge                 | Raven Ridge                       | Picasso                           |                               |                               |                               |                                  |                              |                                        |                              |                              |                              |
| Nome de código                                                                                      | Desktop                                                                                             | Basic                                                                                               |                                  |                                  |                                  |                               |                               |                               |                               |                                   |                                   |                               |                               |                               |                                  | Kabini                       |                                        |                              |                              |                              |
| Nome de código                                                                                      | Mobile                                                                                              | Performance                                                                                         |                                  |                                  |                                  |                               |                               |                               |                               |                                   |                                   | Renoir                        | Cezanne                       | Rembrandt                     |                                  |                              |                                        |                              |                              |                              |
| Nome de código                                                                                      | Mobile                                                                                              | Mainstream                                                                                          | Llano                            | Trinity                          | Richland                         | Kaveri                        |                               | Carrizo                       | Bristol Ridge                 | Raven Ridge                       | Picasso                           | Renoir                        | Cezanne                       | Rembrandt                     |                                  |                              |                                        |                              |                              |                              |
| Nome de código                                                                                      | Mobile                                                                                              | Entrada                                                                                             | Llano                            | Trinity                          | Richland                         | Kaveri                        |                               |                               |                               |                                   |                                   |                               |                               |                               |                                  | Dalí                         |                                        |                              |                              |                              |
| Nome de código                                                                                      | Mobile                                                                                              | Basic                                                                                               |                                  |                                  |                                  |                               |                               |                               |                               |                                   |                                   |                               |                               |                               | Desna, Ontario, Zacate           | Dalí                         | Kabini, Temash                         | Beema, Mullins               | Carrizo-L                    | Stoney Ridge                 |
| Nome de código                                                                                      | Integrado                                                                                           | Integrado                                                                                           |                                  | Trinity                          |                                  | Bald Eagle                    |                               | Merlin Falcon, Brown Falcon   |                               | Great Horned Owl                  |                                   | Grey Hawk                     |                               |                               | Ontario, Zacate                  | Kabini                       | Steppe Eagle, Crowned Eagle, LX-Family |                              | Prairie Falcon               | Banded Kestrel               |
| --------------------------------------------------------------------------------------------------- | --------------------------------------------------------------------------------------------------- | --------------------------------------------------------------------------------------------------- | -------------------------------- | -------------------------------- | -------------------------------- | ----------------------------- | ----------------------------- | ----------------------------- | ----------------------------- | --------------------------------- | --------------------------------- | ----------------------------- | ----------------------------- | ----------------------------- | -------------------------------- | ---------------------------- | -------------------------------------- | ---------------------------- | ---------------------------- | ---------------------------- |
| Lançado                                                                                             | Lançado                                                                                             | Lançado                                                                                             | Agosto de 2011                   | Outubro de 2012                  | Junho de 2013                    | Janeiro de 2014               | 2015                          | Junho de 2015                 | Junho de 2016                 | Outubro de 2017                   | Janeiro de 2019                   | Março de 2020                 | Janeiro de 2021               | Janeiro de 2022               | Janeiro de 2011                  | Maio 2013                    | Apr 2014                               | Maio de 2015                 | Fevereiro de 2016            | Abril de 2019                |
| Microarquitetura de CPU                                                                             | Microarquitetura de CPU                                                                             | Microarquitetura de CPU                                                                             | K10                              | Piledriver                       | Piledriver                       | Steamroller                   | Steamroller                   | Excavator                     | "Excavator+"                  | Zen                               | Zen+                              | Zen 2                         | Zen 3                         | Zen 3+                        | Bobcat                           | Jaguar                       | Puma                                   | Puma+                        | "Excavator+"                 | Zen                          |
| ISA                                                                                                 | ISA                                                                                                 | ISA                                                                                                 | x86-64                           | x86-64                           | x86-64                           | x86-64                        | x86-64                        | x86-64                        | x86-64                        | x86-64                            | x86-64                            | x86-64                        | x86-64                        | x86-64                        | x86-64                           | x86-64                       | x86-64                                 | x86-64                       | x86-64                       | x86-64                       |
| Socket                                                                                              | Desktop                                                                                             | High-end                                                                                            | —                                | —                                | —                                | —                             | —                             | —                             | —                             | —                                 | —                                 | —                             | —                             | —                             | —                                | —                            | —                                      | —                            | —                            | —                            |
| Socket                                                                                              | Desktop                                                                                             | Mainstream                                                                                          | —                                | —                                | —                                | —                             | —                             | AM4                           | AM4                           | AM4                               | AM4                               | AM4                           | AM4                           | —                             | —                                | —                            | —                                      | —                            | —                            | —                            |
| Socket                                                                                              | Desktop                                                                                             | Entrada                                                                                             | FM1                              | FM2                              | FM2                              | FM2+                          | FM2+                          | FM2+                          | —                             | —                                 | —                                 | —                             | —                             | —                             | —                                | —                            | —                                      | —                            | —                            | —                            |
| Socket                                                                                              | Desktop                                                                                             | Basic                                                                                               | —                                | —                                | —                                | —                             | —                             | —                             | —                             | —                                 | —                                 | —                             | —                             | —                             | —                                | AM1                          | —                                      | —                            | —                            | —                            |
| Socket                                                                                              | Outros                                                                                              | Outros                                                                                              | FS1                              | FS1+, FP2                        | FS1+, FP2                        | FP3                           | FP3                           | FP4                           | FP4                           | FP5                               | FP5                               | FP6                           | FP6                           | FP7                           | FT1                              | FT3                          | FT3b                                   | FT3b                         | FP4                          | FP5                          |
| Versão PCI Express                                                                                  | Versão PCI Express                                                                                  | Versão PCI Express                                                                                  | 2.0                              | 2.0                              | 2.0                              | 3.0                           | 3.0                           | 3.0                           | 3.0                           | 3.0                               | 3.0                               | 3.0                           | 3.0                           | 4.0                           | 2.0                              | 2.0                          | 2.0                                    | 2.0                          | 3.0                          | 3.0                          |
| Fab. (nm)                                                                                           | Fab. (nm)                                                                                           | Fab. (nm)                                                                                           | GF 32SHP (HKMG SOI)              | GF 32SHP (HKMG SOI)              | GF 32SHP (HKMG SOI)              | GF 28SHP (HKMG bulk)          | GF 28SHP (HKMG bulk)          | GF 28SHP (HKMG bulk)          | GF 28SHP (HKMG bulk)          | GF 14LPP (FinFET bulk)            | GF 12LP (FinFET bulk)             | TSMC N7 (FinFET bulk)         | TSMC N7 (FinFET bulk)         | TSMC N6 (FinFET bulk)         | TSMC N40 (bulk)                  | TSMC N28 (HKMG bulk)         | GF 28SHP (HKMG bulk)                   | GF 28SHP (HKMG bulk)         | GF 28SHP (HKMG bulk)         | GF 14LPP (FinFET bulk)       |
| Area do Die (mm2)                                                                                   | Area do Die (mm2)                                                                                   | Area do Die (mm2)                                                                                   | 228                              | 246                              | 246                              | 245                           | 245                           | 245                           | 250                           | 210                               | 210                               | 156                           | 180                           | 210                           | 75 (+ 28 FCH)                    | 107                          | 107                                    | ?                            | 125                          | 149                          |
| TDP min. (W)                                                                                        | TDP min. (W)                                                                                        | TDP min. (W)                                                                                        | 35                               | 17                               | 17                               | 17                            | 17                            | 12                            | 12                            | 12                                | 12                                | 10                            | 10                            | 15                            | 4.5                              | 4                            | 3.95                                   | 10                           | 6                            | 6                            |
| TDP max. de APU (W)                                                                                 | TDP max. de APU (W)                                                                                 | TDP max. de APU (W)                                                                                 | 100                              | 100                              | 100                              | 95                            | 95                            | 65                            | 65                            | 65                                | 65                                | 65                            | 65                            | 45                            | 18                               | 25                           | 25                                     | 25                           | 25                           | 25                           |
| Clock base max. de stock de APU (GHz)                                                               | Clock base max. de stock de APU (GHz)                                                               | Clock base max. de stock de APU (GHz)                                                               | 3                                | 3.8                              | 4.1                              | 4.1                           | 4.1                           | 3.7                           | 3.8                           | 3.6                               | 3.7                               | 3.8                           | 4.0                           | 3.3                           | 1.75                             | 2.2                          | 2                                      | 2.2                          | 3.2                          | 2.6                          |
| Máximo de APUs por nó                                                                               | Máximo de APUs por nó                                                                               | Máximo de APUs por nó                                                                               | 1                                | 1                                | 1                                | 1                             | 1                             | 1                             | 1                             | 1                                 | 1                                 | 1                             | 1                             | 1                             | 1                                | 1                            | 1                                      | 1                            | 1                            | 1                            |
| Max CPU cores por APU                                                                               | Max CPU cores por APU                                                                               | Max CPU cores por APU                                                                               | 4                                | 4                                | 4                                | 4                             | 4                             | 4                             | 4                             | 4                                 | 4                                 | 8                             | 8                             | 8                             | 2                                | 4                            | 4                                      | 4                            | 2                            | 2                            |
| Max threads por core de CPU                                                                         | Max threads por core de CPU                                                                         | Max threads por core de CPU                                                                         | 1                                | 1                                | 1                                | 1                             | 1                             | 1                             | 1                             | 2                                 | 2                                 | 2                             | 2                             | 2                             | 1                                | 1                            | 1                                      | 1                            | 1                            | 2                            |
| i386, i486, i586, CMOV, NOPL, i686, PAE, NX bit, CMPXCHG16B, AMD-V, RVI, ABM, e LAHF/SAHF de 64-bit | i386, i486, i586, CMOV, NOPL, i686, PAE, NX bit, CMPXCHG16B, AMD-V, RVI, ABM, e LAHF/SAHF de 64-bit | i386, i486, i586, CMOV, NOPL, i686, PAE, NX bit, CMPXCHG16B, AMD-V, RVI, ABM, e LAHF/SAHF de 64-bit | Yes                              | Yes                              | Yes                              | Yes                           | Yes                           | Yes                           | Yes                           | Yes                               | Yes                               | Yes                           | Yes                           | Yes                           | Yes                              | Yes                          | Yes                                    | Yes                          | Yes                          | Yes                          |
| IOMMU                                                                                               | IOMMU                                                                                               | IOMMU                                                                                               | —                                | Yes                              | Yes                              | Yes                           | Yes                           | Yes                           | Yes                           | Yes                               | Yes                               | Yes                           | Yes                           | Yes                           | Yes                              | Yes                          | Yes                                    | Yes                          | Yes                          | Yes                          |
| BMI1, AES-NI, CLMUL, e F16C                                                                         | BMI1, AES-NI, CLMUL, e F16C                                                                         | BMI1, AES-NI, CLMUL, e F16C                                                                         | —                                | Yes                              | Yes                              | Yes                           | Yes                           | Yes                           | Yes                           | Yes                               | Yes                               | Yes                           | Yes                           | Yes                           | —                                | Yes                          | Yes                                    | Yes                          | Yes                          | Yes                          |
| MOVBE                                                                                               | MOVBE                                                                                               | MOVBE                                                                                               | —                                | —                                | —                                | —                             | —                             | Yes                           | Yes                           | Yes                               | Yes                               | Yes                           | Yes                           | Yes                           | —                                | Yes                          | Yes                                    | Yes                          | Yes                          | Yes                          |
| AVIC, BMI2 e RDRAND                                                                                 | AVIC, BMI2 e RDRAND                                                                                 | AVIC, BMI2 e RDRAND                                                                                 | —                                | —                                | —                                | —                             | —                             | Yes                           | Yes                           | Yes                               | Yes                               | Yes                           | Yes                           | Yes                           | —                                | —                            | —                                      | —                            | Yes                          | Yes                          |
| ADX, SHA, RDSEED, SMAP, SMEP, XSAVEC, XSAVES, XRSTORS, CLFLUSHOPT, e CLZERO                         | ADX, SHA, RDSEED, SMAP, SMEP, XSAVEC, XSAVES, XRSTORS, CLFLUSHOPT, e CLZERO                         | ADX, SHA, RDSEED, SMAP, SMEP, XSAVEC, XSAVES, XRSTORS, CLFLUSHOPT, e CLZERO                         | —                                | —                                | —                                | —                             | —                             | —                             | —                             | Yes                               | Yes                               | Yes                           | Yes                           | Yes                           | —                                | —                            | —                                      | —                            | —                            | Yes                          |
| WBNOINVD, CLWB, RDPID, RDPRU, e MCOMMIT                                                             | WBNOINVD, CLWB, RDPID, RDPRU, e MCOMMIT                                                             | WBNOINVD, CLWB, RDPID, RDPRU, e MCOMMIT                                                             | —                                | —                                | —                                | —                             | —                             | —                             | —                             | —                                 | —                                 | Yes                           | Yes                           | Yes                           | —                                | —                            | —                                      | —                            | —                            | —                            |
| FPUs por core                                                                                       | FPUs por core                                                                                       | FPUs por core                                                                                       | 1                                | 0.5                              | 0.5                              | 0.5                           | 0.5                           | 0.5                           | 0.5                           | 1                                 | 1                                 | 1                             | 1                             | 1                             | 1                                | 1                            | 1                                      | 1                            | 0.5                          | 1                            |
| Tubos por FPU                                                                                       | Tubos por FPU                                                                                       | Tubos por FPU                                                                                       | 2                                | 2                                | 2                                | 2                             | 2                             | 2                             | 2                             | 2                                 | 2                                 | 2                             | 2                             | 2                             | 2                                | 2                            | 2                                      | 2                            | 2                            | 2                            |
| Largura do tubo FPU                                                                                 | Largura do tubo FPU                                                                                 | Largura do tubo FPU                                                                                 | 128-bit                          | 128-bit                          | 128-bit                          | 128-bit                       | 128-bit                       | 128-bit                       | 128-bit                       | 128-bit                           | 128-bit                           | 256-bit                       | 256-bit                       | 256-bit                       | 80-bit                           | 128-bit                      | 128-bit                                | 128-bit                      | 128-bit                      | 128-bit                      |
| Nível SIMD do conjunto de instruções da CPU                                                         | Nível SIMD do conjunto de instruções da CPU                                                         | Nível SIMD do conjunto de instruções da CPU                                                         | SSE4a                            | AVX                              | AVX                              | AVX                           | AVX                           | AVX2                          | AVX2                          | AVX2                              | AVX2                              | AVX2                          | AVX2                          | AVX2                          | SSSE3                            | AVX                          | AVX                                    | AVX                          | AVX2                         | AVX2                         |
| 3DNow!                                                                                              | 3DNow!                                                                                              | 3DNow!                                                                                              | Yes                              | —                                | —                                | —                             | —                             | —                             | —                             | —                                 | —                                 | —                             | —                             | —                             | —                                | —                            | —                                      | —                            | —                            | —                            |
| FMA4, LWP, TBM, e XOP                                                                               | FMA4, LWP, TBM, e XOP                                                                               | FMA4, LWP, TBM, e XOP                                                                               | —                                | Yes                              | Yes                              | Yes                           | Yes                           | Yes                           | Yes                           | —                                 | —                                 | —                             | —                             | —                             | —                                | —                            | —                                      | —                            | Yes                          | —                            |
| FMA3                                                                                                | FMA3                                                                                                | FMA3                                                                                                | —                                | Yes                              | Yes                              | Yes                           | Yes                           | Yes                           | Yes                           | Yes                               | Yes                               | Yes                           | Yes                           | Yes                           | —                                | —                            | —                                      | —                            | Yes                          | Yes                          |
| Cache L1 de dados por núcleo (KiB)                                                                  | Cache L1 de dados por núcleo (KiB)                                                                  | Cache L1 de dados por núcleo (KiB)                                                                  | 64                               | 16                               | 16                               | 16                            | 16                            | 32                            | 32                            | 32                                | 32                                | 32                            | 32                            | 32                            | 32                               | 32                           | 32                                     | 32                           | 32                           | 32                           |
| Associatividade do cache de dados L1 (maneiras)                                                     | Associatividade do cache de dados L1 (maneiras)                                                     | Associatividade do cache de dados L1 (maneiras)                                                     | 2                                | 4                                | 4                                | 4                             | 4                             | 8                             | 8                             | 8                                 | 8                                 | 8                             | 8                             | 8                             | 8                                | 8                            | 8                                      | 8                            | 8                            | 8                            |
| Caches de instruções L1 por core                                                                    | Caches de instruções L1 por core                                                                    | Caches de instruções L1 por core                                                                    | 1                                | 0.5                              | 0.5                              | 0.5                           | 0.5                           | 0.5                           | 0.5                           | 1                                 | 1                                 | 1                             | 1                             | 1                             | 1                                | 1                            | 1                                      | 1                            | 0.5                          | 1                            |
| Cache máximo de instrução L1 total da APU (KiB)                                                     | Cache máximo de instrução L1 total da APU (KiB)                                                     | Cache máximo de instrução L1 total da APU (KiB)                                                     | 256                              | 128                              | 128                              | 192                           | 192                           | 192                           | 192                           | 256                               | 256                               | 256                           | 256                           | 256                           | 64                               | 64                           | 128                                    | 128                          | 96                           | 128                          |
| Associatividade de cache de instrução L1 (maneiras)                                                 | Associatividade de cache de instrução L1 (maneiras)                                                 | Associatividade de cache de instrução L1 (maneiras)                                                 | 2                                | 2                                | 2                                | 3                             | 3                             | 3                             | 3                             | 4                                 | 4                                 | 8                             | 8                             | 8                             | 2                                | 2                            | 2                                      | 2                            | 3                            | 4                            |
| Caches L2 por core                                                                                  | Caches L2 por core                                                                                  | Caches L2 por core                                                                                  | 1                                | 0.5                              | 0.5                              | 0.5                           | 0.5                           | 0.5                           | 0.5                           | 1                                 | 1                                 | 1                             | 1                             | 1                             | 1                                | 1                            | 1                                      | 1                            | 0.5                          | 1                            |
| Cache L2 total de APU máximo (MiB)                                                                  | Cache L2 total de APU máximo (MiB)                                                                  | Cache L2 total de APU máximo (MiB)                                                                  | 4                                | 4                                | 4                                | 4                             | 4                             | 2                             | 2                             | 2                                 | 2                                 | 4                             | 4                             | 4                             | 1                                | 2                            | 2                                      | 2                            | 1                            | 1                            |
| Associatividade de cache L2 (maneiras)                                                              | Associatividade de cache L2 (maneiras)                                                              | Associatividade de cache L2 (maneiras)                                                              | 16                               | 16                               | 16                               | 16                            | 16                            | 16                            | 16                            | 8                                 | 8                                 | 8                             | 8                             | 8                             | 16                               | 16                           | 16                                     | 16                           | 16                           | 8                            |
| Cache L3 total da APU (MiB)                                                                         | Cache L3 total da APU (MiB)                                                                         | Cache L3 total da APU (MiB)                                                                         | —                                | —                                | —                                | —                             | —                             | —                             | —                             | 4                                 | 4                                 | 8                             | 16                            | 16                            | —                                | —                            | —                                      | —                            | —                            | 4                            |
| Associatividade de cache APU L3 (maneiras)                                                          | Associatividade de cache APU L3 (maneiras)                                                          | Associatividade de cache APU L3 (maneiras)                                                          | —                                | —                                | —                                | —                             | —                             | —                             | —                             | 16                                | 16                                | 16                            | 16                            | 16                            | —                                | —                            | —                                      | —                            | —                            | 16                           |
| Esquema de cache L3                                                                                 | Esquema de cache L3                                                                                 | Esquema de cache L3                                                                                 | —                                | —                                | —                                | —                             | —                             | —                             | —                             | Victim                            | Victim                            | Victim                        | Victim                        | Victim                        | —                                | —                            | —                                      | —                            | —                            | Victim                       |
| Suporte max. de DRAM stock                                                                          | Suporte max. de DRAM stock                                                                          | Suporte max. de DRAM stock                                                                          | DDR3-1866                        | DDR3-1866                        | DDR3-2133                        | DDR3-2133                     | DDR3-2133                     | DDR3-2133, DDR4-2400          | DDR4-2400                     | DDR4-2933                         | DDR4-2933                         | DDR4-3200, LPDDR4-4266        | DDR4-3200, LPDDR4-4266        | DDR5-4800, LPDDR5-6400        | DDR3L-1333                       | DDR3L-1600                   | DDR3L-1866                             | DDR3L-1866                   | DDR3-1866, DDR4-2400         | DDR4-2400                    |
| Max. de canais DRAM por APU                                                                         | Max. de canais DRAM por APU                                                                         | Max. de canais DRAM por APU                                                                         | 2                                | 2                                | 2                                | 2                             | 2                             | 2                             | 2                             | 2                                 | 2                                 | 2                             | 2                             | 2                             | 1                                | 1                            | 1                                      | 1                            | 1                            | 2                            |
| Max. largura de banda DRAM de stock por APU (GB/s)                                                  | Max. largura de banda DRAM de stock por APU (GB/s)                                                  | Max. largura de banda DRAM de stock por APU (GB/s)                                                  | 29.866                           | 29.866                           | 34.132                           | 34.132                        | 34.132                        | 38.400                        | 38.400                        | 46.932                            | 46.932                            | 68.256                        | 68.256                        | 102.400                       | 10.666                           | 12.800                       | 14.933                                 | 14.933                       | 19.200                       | 38.400                       |
| Microarquitetura GPU                                                                                | Microarquitetura GPU                                                                                | Microarquitetura GPU                                                                                | TeraScale 2 (VLIW5)              | TeraScale 3 (VLIW4)              | TeraScale 3 (VLIW4)              | GCN 2nd gen                   | GCN 2nd gen                   | GCN 3rd gen                   | GCN 3rd gen                   | GCN 5th gen                       | GCN 5th gen                       | GCN 5th gen                   | GCN 5th gen                   | RDNA 2nd gen                  | TeraScale 2 (VLIW5)              | GCN 2nd gen                  | GCN 2nd gen                            | GCN 2nd gen                  | GCN 3rd gen                  | GCN 5th gen                  |
| Conjunto de instruções da GPU                                                                       | Conjunto de instruções da GPU                                                                       | Conjunto de instruções da GPU                                                                       | Conjunto de instruções TeraScale | Conjunto de instruções TeraScale | Conjunto de instruções TeraScale | Conjunto de instruções GCN    | Conjunto de instruções GCN    | Conjunto de instruções GCN    | Conjunto de instruções GCN    | Conjunto de instruções GCN        | Conjunto de instruções GCN        | Conjunto de instruções GCN    | Conjunto de instruções GCN    | Conjunto de instruções RDNA   | Conjunto de instruções TeraScale | Conjunto de instruções GCN   | Conjunto de instruções GCN             | Conjunto de instruções GCN   | Conjunto de instruções GCN   | Conjunto de instruções GCN   |
| Clock base da GPU de stock máximo (MHz)                                                             | Clock base da GPU de stock máximo (MHz)                                                             | Clock base da GPU de stock máximo (MHz)                                                             | 600                              | 800                              | 844                              | 866                           | 866                           | 1108                          | 1108                          | 1250                              | 1400                              | 2100                          | 2100                          | 2400                          | 538                              | 600                          | ?                                      | 847                          | 900                          | 1200                         |
| Max stock GPU base GFLOPS                                                                           | Max stock GPU base GFLOPS                                                                           | Max stock GPU base GFLOPS                                                                           | 480                              | 614.4                            | 648.1                            | 886.7                         | 886.7                         | 1134.5                        | 1134.5                        | 1760                              | 1971.2                            | 2150.4                        | 2150.4                        | 3686.4                        | 86                               | ?                            | ?                                      | ?                            | 345.6                        | 460.8                        |
| Motor 3D                                                                                            | Motor 3D                                                                                            | Motor 3D                                                                                            | Até 400:20:8                     | Até 384:24:6                     | Até 384:24:6                     | Até 512:32:8                  | Até 512:32:8                  | Até 512:32:8                  | Até 512:32:8                  | Até 704:44:16                     | Até 704:44:16                     | Até 512:32:8                  | Até 512:32:8                  | 768:48:8                      | 80:8:4                           | 128:8:4                      | 128:8:4                                | 128:8:4                      | Até 192:?:?                  | Até 192:?:?                  |
| Motor 3D                                                                                            | Motor 3D                                                                                            | Motor 3D                                                                                            | IOMMUv1                          | IOMMUv1                          | IOMMUv1                          | IOMMUv2                       | IOMMUv2                       | IOMMUv2                       | IOMMUv2                       | IOMMUv2                           | IOMMUv2                           | IOMMUv2                       | IOMMUv2                       | IOMMUv1                       | IOMMUv1                          | IOMMUv1                      | ?                                      | ?                            | IOMMUv2                      |                              |
| Decodificador de vídeo                                                                              | Decodificador de vídeo                                                                              | Decodificador de vídeo                                                                              | UVD 3.0                          | UVD 3.0                          | UVD 3.0                          | UVD 4.2                       | UVD 4.2                       | UVD 6.0                       | UVD 6.0                       | VCN 1.0                           | VCN 1.0                           | VCN 2.1                       | VCN 2.2                       | VCN 3.1                       | UVD 3.0                          | UVD 4.0                      | UVD 4.2                                | UVD 6.0                      | UVD 6.3]]                    | VCN 1.0                      |
| Codificador de vídeo                                                                                | Codificador de vídeo                                                                                | Codificador de vídeo                                                                                | —                                | VCE 1.0                          | VCE 1.0                          | VCE 2.0                       | VCE 2.0                       | VCE 3.1                       | VCE 3.1                       | VCN 1.0                           | VCN 1.0                           | VCN 2.1                       | VCN 2.2                       | VCN 3.1                       | —                                | VCE 2.0                      | VCE 2.0                                | VCE 3.1                      | VCE 3.1                      | VCN 1.0                      |
| Movimento Fluido AMD                                                                                | Movimento Fluido AMD                                                                                | Movimento Fluido AMD                                                                                | Não                              | Não                              | Não                              | Yes                           | Yes                           | Yes                           | Yes                           | Não                               | Não                               | Não                           | Não                           | Não                           | Não                              | Não                          | Yes                                    | Yes                          | Yes                          | Não                          |
| Economia de energia da GPU                                                                          | Economia de energia da GPU                                                                          | Economia de energia da GPU                                                                          | PowerPlay                        | PowerTune                        | PowerTune                        | PowerTune                     | PowerTune                     | PowerTune                     | PowerTune                     | PowerTune                         | PowerTune                         | PowerTune                     | PowerTune                     | PowerTune                     | PowerPlay                        | PowerTune                    | PowerTune                              | PowerTune                    | PowerTune                    | PowerTune                    |
| TrueAudio                                                                                           | TrueAudio                                                                                           | TrueAudio                                                                                           | —                                | —                                | —                                | [ 29 ]                        | [ 29 ]                        | [ 29 ]                        | [ 29 ]                        | [ 29 ]                            | [ 29 ]                            | [ 29 ]                        | ?                             | ?                             | —                                | Yes                          | Yes                                    | Yes                          | Yes                          | Yes                          |
| FreeSync                                                                                            | FreeSync                                                                                            | FreeSync                                                                                            | —                                | —                                | —                                | 1 2                           | 1 2                           | 1 2                           | 1 2                           | 1 2                               | 1 2                               | 1 2                           | 1 2                           | 1 2                           | —                                | 1 2                          | 1 2                                    | 1 2                          | 1 2                          | 1 2                          |
| HDCP                                                                                                | HDCP                                                                                                | HDCP                                                                                                | ?                                | ?                                | ?                                | 1.4                           | 1.4                           | 1.4                           | 1.4                           | 1.4 2.2                           | 1.4 2.2                           | 1.4 2.2                       | 1.4 2.2                       | 1.4 2.2                       | ?                                | 1.4                          | 1.4                                    | 1.4                          | 1.4                          | 1.4 2.2                      |
| PlayReady                                                                                           | PlayReady                                                                                           | PlayReady                                                                                           | —                                | —                                | —                                | —                             | —                             | —                             | —                             | 3.0 not yet                       | 3.0 not yet                       | 3.0 not yet                   | 3.0 not yet                   | 3.0 not yet                   | —                                | —                            | —                                      | —                            | —                            | 3.0 ainda não                |
| Telas compatíveis                                                                                   | Telas compatíveis                                                                                   | Telas compatíveis                                                                                   | 2–3                              | 2–4                              | 2–4                              | 2–4                           | 2–4                           | 3                             | 3                             | 3 (desktop) 4 (mobile, integrado) | 3 (desktop) 4 (mobile, integrado) | 4                             | 4                             | 4                             | 2                                | 2                            | 2                                      | 2                            | 3                            | 4                            |
| /drm/radeon                                                                                         | /drm/radeon                                                                                         | /drm/radeon                                                                                         | Yes                              | Yes                              | Yes                              | Yes                           | Yes                           | Yes                           | —                             | —                                 | —                                 | —                             | —                             | —                             | Yes                              | Yes                          | Yes                                    | Yes                          | —                            | —                            |
| /drm/amdgpu                                                                                         | /drm/amdgpu                                                                                         | /drm/amdgpu                                                                                         | —                                | —                                | —                                | [ 33 ]                        | [ 33 ]                        | [ 33 ]                        | [ 33 ]                        | [ 33 ]                            | [ 33 ]                            | [ 33 ]                        | [ 33 ]                        | [ 33 ]                        | —                                | [ 33 ]                       | [ 33 ]                                 | [ 33 ]                       | [ 33 ]                       | [ 33 ]                       |

1. ↑  Para modelos Excavator FM2+: A8-7680, A6-7480 e Athlon X4 845.
2. ↑  Um PC seria um nó.
3. ↑  Uma APU combina uma CPU e uma GPU. Ambos têm núcleos.
4. ↑  Requer suporte de firmware
5. ↑  No SSE4. No SSSE3.
6. ↑  O desempenho de precisão simples é calculado a partir da velocidade de clock do núcleo base (ou boost) com base em uma operação FMA.
7. ↑  Shaders unificados : unidades de mapeamento de textura : unidades de saída de renderização
8. ↑  Para reproduzir conteúdo de vídeo protegido, também é necessário suporte a placa, sistema operacional, driver e aplicativo. Um monitor HDCP compatível também é necessário para isso. O HDCP é obrigatório para a saída de certos formatos de áudio, colocando restrições adicionais na configuração multimídia.
9. ↑  Para reproduzir conteúdo de vídeo protegido, também é necessário suporte a placa, sistema operacional, driver e aplicativo. Um monitor HDCP compatível também é necessário para isso. O HDCP é obrigatório para a saída de certos formatos de áudio, colocando restrições adicionais na configuração multimídia.
10. ↑  Para alimentar mais de dois monitores, os painéis adicionais devem ter suporte nativo para DisplayPort.[30] Alternativamente, adaptadores DisplayPort-to-DVI/HDMI/VGA ativos podem ser empregados.
11. ↑  DRM (Direct Rendering Manager) é um componente do kernel Linux. O suporte nesta tabela refere-se à versão mais atual.
12. ↑  DRM (Direct Rendering Manager) é um componente do kernel Linux. O suporte nesta tabela refere-se à versão mais atual.

## Suporte de software

O suporte para o controlador de exibição Eyefinity está disponível no driver de dispositivo do kernel Linux amdgpu e pode ser acessado por meio da API DRM/KMS.

O AMD Catalyst oferece suporte ao Eyefinity e permite que o usuário configure e execute independentemente cada monitor conectado. Ele facilita a configuração do "modo clonado", ou seja, copiar uma área de trabalho em várias telas, ou do "modo estendido", ou seja, abranger o espaço de trabalho em várias telas e combinar as resoluções de todos esses monitores em uma única resolução grande. A AMD chama os modos estendidos de Single Large Surface (SLS) e suporte Catalyst de certa variedade de configurações de grupos de exibição. Por exemplo, 5x1 paisagem e 5x1 retrato são suportados desde a versão 11.10 do AMD Catalyst de outubro de 2011.
A partir do Catalyst 14.6, a AMD oferece suporte a resolução mista, de modo que um único grupo de monitores Eyefinity pode controlar cada monitor em uma resolução diferente. Isso é fornecido por meio de dois novos modos de exibição do Eyefinity, Ajustar (Fit) e Expandir (Expand), além do modo Preenchimento (Fill) existente. No modo Ajustar ou Expandir, a AMD compensa as resoluções incompatíveis criando uma área de trabalho virtual com uma resolução diferente da dos monitores e, em seguida, preenchendo-a ou cortando-a conforme necessário.
O AMD Eyefinity funciona com jogos que suportam proporções de aspecto não padronizadas, o que é necessário para a visualização panorâmica em vários monitores. O modo SLS ("Single Large Surface") requer uma resolução de tela idêntica em todos os monitores configurados. A AMD validou alguns videogames para oferecer suporte ao Eyefinity. A lista curta inclui títulos como Age of Conan, ARMA 2: Operation Arrowhead, S.T.A.L.K.E.R.: Call of Pripyat, Serious Sam 3: BFE, Singularity (videogame), Sleeping Dogs, Assassin's Creed II, Sniper Elite V2, Soldier of Fortune Online, Tom Clancy's Splinter Cell: Conviction, Star Wars: The Force Unleashed 2, Marvel Super Hero Squad Online, R.U.S.E., Supreme Commander 2 entre outros. No entanto, alguns jogos que não estão nesta pequena lista parecem funcionar tão bem, como Dirt 3 e The Elder Scrolls V: Skyrim.
O driver KMS oferece suporte ao AMD Eyefinity.